# Walter Bagehot
Walter Bagehot (ur. 3 lutego 1826 w Langport, zm. 24 marca 1877 tamże) – brytyjski ekonomista, politolog, redaktor „The Economist” i wpływowy dziennikarz epoki wiktoriańskiej.

## Życiorys
Urodził się w rodzinie kupieckiej. Jego wuj Vincent Stuckey był dyrektorem jednego z największych banków na zachodzie Anglii. W dzieciństwie uczęszczał do Langport Grammar School, w wieku trzynastu lat został posłany do Bristol College, jednej z najbardziej prestiżowych szkół w Wielkiej Brytanii. W koledżu uzyskał gruntowne wykształcenie w dziedzinie filozofii, matematyki, literatury i nauk przyrodniczych.
Z powodu unitariańskiego wyznania ojca i związanego z tym zakazu wstępu nie-anglikanów na najstarsze uniwersytety państwowe, studiował na University College w Londynie. W 1846 roku otrzymał stopień licencjata, a dwa lata później magisterium z uniwersyteckim złotym medalem. Następne trzy lata studiował prawo, ale nie polubił tej dyscypliny naukowej, bardziej interesował się literaturą. W czasie przewrotu przeprowadzonego przez Napoleona III Bonaparte przebywał w Paryżu, napisał na jego temat serię artykułów. Ten epizod przekonał go, że potrafi pisać i po podjęciu pracy w banku wuja zajął się pisarstwem. W następnych latach napisał serię esejów, których bohaterami byli John Milton, William Shakespeare, Edward Gibbon, sir Walter Scott, Pierre-Jean de Béranger, Henry St. John Bolingbroke, William Pitt i sir Robert Peel.
Jako bankier napisał szereg artykułów ekonomicznych, które zwróciły uwagę Jamesa Wilsona, sekretarza skarbu w gabinecie Henry’ego Temple’a i wpływowego posła, który w 1843 roku założył czasopismo „The Economist”. Wkrótce Bagehot związał się z najstarszą córką Wilsona, Elizą, i ożenił się z nią w kwietniu 1858 roku.
W następnym roku Wilson wyjechał do Indii z misją rozpoznania finansów indyjskich władz i zmarł w Kalkucie w 1860 roku, zostawiając Bagehotowi, wówczas kierownikowi bristolskiego oddziału banku Stuckey'a, zarządzanie pismem „The Economist”. W 1861 roku Bagehot odmówił z powodów rodzinnych przyjęcia stanowiska w radzie wicekróla Indii (jego matka cierpiała na nawracające epizody psychiczne). Przez 17 lat Bagehot pisał do czasopisma artykuły i rozwijał działy statystyczne i finansowe, przekształcając pismo w jeden z najbardziej znanych tytułów biznesowych i politycznych. Ponadto, za sprawą poruszania problemów społecznych, polepszył jego wizerunek. Redagowanie „The Economist” stało się jego głównym zawodem, chociaż zajmował się także pracą w banku Stuckey’a.
Określał się jako konserwatywny liberał lub człowiek niedopasowany do podziałów politycznych. W przeciwieństwie do wielu liberałów pochodził z prowincji i wierzył, że industrializacja i urbanizacja są źródłem problemów społecznych w Wielkiej Brytanii. W czasie wojny secesyjnej sympatyzował z Konfederacją, ale wspierał Lincolna. W 1867 roku opublikował The English Constitution, wydawnictwo, które opisywało mechanizmy działania ustroju politycznego Wielkiej Brytanii i wskazywało, gdzie w nim znajdują się najpotężniejsze jego podmioty. Bagehot uznał w niej, że angielska konstytucja jest tak skonstruowana, by usatysfakcjonować niezbyt inteligentny naród, który wymaga teatralizacji państwa i widowiskowych obrzędów. Przez całe życie utrzymywał polityczne przyjaźnie z politykami, szczególnie z Williamem Ewartem Gladstonem, który w 1868 roku został pierwszym liberalnym premierem, czy z Williamem Edwardem Forsterem, twórcą pierwszego systemu publicznej edukacji w Wielkiej Brytanii, jednak sam nie odniósł sukcesu w polityce, m.in. dlatego, że był słabym mówcą.
Zmarł w Langport i został pochowany na miejscowym cmentarzu.
Wydane książki
- The English Constitution (1867)
- Physics and Politics (1872)
- Lombard Street: A Description of the Money Market (1873)
- Literary Studies (1879)
- Economic Studies (1880)